# Lecanorchis nigricans
Lecanorchis nigricans là một loài thực vật có hoa trong họ Lan. Loài này được Honda mô tả khoa học đầu tiên năm 1931.